# Steve Parkhouse
Steve Parkhouse, né en 1948, est un dessinateur de bandes dessinées britannique.

## Biographie
Steve Parkhouse naît en Grande-Bretagneen 1948 mais déménage aux États-Unis en 1968. Il commence à travailler pour Marvel Comics où il dessine des épisodes de Nick Fury avant de revenir en Angleterre. Là il dessine dans de nombreux magazines. Dans 2000 AD, il dessine des épisodes de Judge Dredd et y crée la série Big Dave. On trouve son nom aussi chez IPC et Fleetway. Il est aussi présent chez Marvel UK. De 1981 à 1985 il reprend le strip de Doctor Who. Il participe ensuite à la création du magazine Warrior où il crée avec Alan Moore la série The Bojeffries Saga. Celle-ci a été compilée en 2013 chez Top Shelf avec une nouvelle histoire. Il travaille ensuite pour DC Comics, dessinant des épisodes de séries publiées dans la collection Vertigo. À partir de 2011, il dessine la série Resident Alien, scénarisée par Peter Hogan (en) et pubiée par Dark Horse Comics. Cette série a été adaptée en série diffusée sur Syfy à partir de 2019.